# Friedrich Wilhelm Quintscher
Friedrich Wilhelm Quintscher (* 3. Oktober 1883 in Nossen; † 8. Mai 1945 in Seichau an der Jauer; Pseudonyme: Rah-Omir, Ram Ophias, Chakum Kabbali, Fredo von der Welt) war ein deutscher Okkultist, Ordensgründer und Schriftsteller, der dem Adonismus nahestand.

## Leben
Quintscher war Gründer und Mitglied zahlreicher freimaurerisch aufgezogenener, in Aufbau und Lehrinhalt nach den Regeln der Freimaurer jedoch gänzlich irregulärer Vereinigungen wie des Ordens mentalischer Bauherren, der zeitweise mit Franz Sättler  zusammenarbeitete, des Arbeiter-Freimaurerbundes (1921), der Afrikanischen Bauherrenloge, der Johannisbrüder und weiterer mystischer Gruppierungen. Im Jahr 1926 nahm Quintscher Kontakt mit Eugen Grosche dem Meister vom Stuhl der Fraternitas Saturni auf. Am 19. Februar 1927 wurde er durch Eugen Grosche in feierlicher Loge als Neophyten-Bruder in die Fraternitas Saturni aufgenommen. Bereits im Januar 1929 trat er auf Grund finanzieller Schwierigkeiten wieder aus der Fraternitas Saturni aus. 1932 gab er in Dresden vier Nummern einer Zeitschrift heraus, die sich „Erdbruderschaft, Nachrichtenblatt zur Pflege natürlich-mystischer Weltanschauung“ nannte. Seine Schriften sind in erster Linie praktische Anleitungen zur Magie und behandeln Themen wie Traumschulung, Magnetisierung, Hypnose, Spiegelarbeiten, Talismanologie, Sonnen- und Mondmagie oder Bildzauber. Nach unsicheren Quellen wurde Quintscher von den Nazis verhaftet und erschossen.
Quintschers Sohn betrachtete sich als Erbe des esoterischen Nachlasses von Franz Bardon, während ähnliche Rechte auch vom Verlag Rüggeberg beansprucht wurden. Quintschers Schriften sind seit einigen Jahren wieder als Reprint zugänglich und finden vor allem in der okkulten Szene Aufmerksamkeit.

## Werke
- Erdbruderschaft. Nachrichtenblatt zur Pflege natürlich-mystischer Weltanschauung. Dresden, 1932–1932 (Zeitschrift, 4 Ausgaben).
- (Pseud. Ram Ophias:) Das Buch der magischen Praktik (Denu Nimvasa; Goldene Magie) Dresden 1932. (Magische Bücherei, Bd. 1)
- (Pseud. Rah Omir:) Denu Val Gumas, das ist Magie des Willens oder Das sogenannte Geheimbuch der Bauherren. Uranus, Memmingen 1928. Rainer Wunderlich, Leipzig.
- (Pseud. Fredo von der Welt:) Jünger des Meisters. Der Weg zur königlichen Kunst. Schliessfach, Trier 1922.
- (Pseud. Fredo von der Welt:) Die afrikanische Bauherren-Loge. Die mystische Geschichte eines Wahrheitssuchers. Schliessfach, Trier 1922.
- (Pseud. Rah Omir:) Denurische Schriften. Uranus, Memmingen o. J.
- (Pseud. Rah Omir:) Adonismus – Das Urwissen der Menschheit, Band 3, Die Bibel des Adonis & Das Buch der Formeln. Schleierwelten-Verlag 2004.
- (Pseud. Rah Omir:) Adonismus – Das Urwissen der Menschheit, Band 4, Magismus, die Ägyptischen Offenbarungen & Buch Gayulchayur. Schleierwelten-Verlag 2005.
- (Pseud. Rah Omir:) Die Essenz der Magie – Einweihungsschrift und Arbeitsbuch, Lama Wulang. Schleierwelten-Verlag 2007.
- (Pseud. Ram Ophias:) Magischer Schriftwechsel des Ophias. Schleierwelten-Verlag 2007.
- (Pseud. Rah Omir:) Adonistische Astromagie – Astromagisches Lehrbuch. Schleierwelten-Verlag 2006.
- (Pseud. Rah Omir:) Sonnen-, Mond- und Erdmagie. Schleierwelten-Verlag 2006.